# Sergio Román Martín
Pour les articles homonymes, voir Martín.
Martín  Galán est un nom espagnol. Le premier nom de famille, en général paternel, est Martín ; le second, en général maternel, souvent omis, est Galán.
Sergio Román Martín Galán, né le 13 décembre 1996 à Galapagar, est un coureur cycliste espagnol.

## Biographie

### Carrière amateur
Sergio Román Martín commence sa carrière cycliste au Club Ciclista Galapagar, dans sa commune natale,.  
En 2014, il devient champion d'Espagne de la course aux points chez les juniors (moins de 19 ans). Il rejoint ensuite le club Bicicletas Rodríguez-Extremadura en 2015, pour ses débuts espoirs (moins de 23 ans). L'année suivante, il se distingue chez les amateurs en remportant le championnat régional d'Estrémadure ainsi qu'une étape du Tour de la Bidassoa.
Ses bons résultats lui permettent d'intégrer la réserve de l'équipe Caja Rural-Seguros RGA en 2017. Victime de deux lourdes chutes, il réalise une saison blanche et subit une rééducation. Il est néanmoins conservé par ses dirigeants en 2018,. Pour son retour à la compétition, il se classe notamment troisième de la Santikutz Klasika, manche de la Coupe d'Espagne amateurs.
En 2019, il s'illustre en étant l'un des meilleurs cyclistes amateurs dans son pays. Il s'impose sur la Clásica Ciudad de Torredonjimeno, manche de la Coupe d'Espagne, ainsi qu'au Tour de Ségovie. Régulier, il obtient également de nombreux podiums et tops 10. Au mois de juin, il se fait remarquer en terminant quinzième du championnat d'Espagne sur route, parmi les professionnels. À partir du mois d'aout, il devient stagiaire chez Caja Rural-Seguros RGA. Il participe au Tour du Limousin-Nouvelle-Aquitaine, qu'il termine à la 44e place.

### Carrière professionnelle et accident
Il devient finalement coureur professionnel en 2020 chez Caja Rural-Seguros RGA. 
Lors de la saison 2021, il se classe neuvième d'une étape du Tour de Grande-Bretagne, quinzième du Tour de Slovénie ou encore seizième de la Classique d'Ordizia. Au mois d'aout, il est sélectionné par son équipe pour disputer le Tour d'Espagne, son premier grand tour. 
Le 3 mars 2023,  alors qu'il s'entraîne avec un vélo de contre-la-montre, il est victime d'un grave accident et heurte une voiture qui lui cause cinq fractures des côtes et de deux vertèbres. Il est paraplégique des deux jambes, ce qui l'oblige à se déplacer en fauteuil roulant. Il effectue sa rééducation à Castille-La Manche.

## Palmarès et résultats

### Palmarès par année
- 2014
  -  Champion d'Espagne de course aux points juniors
  - 2e étape de la Bizkaiko Itzulia
- 2016
  - Championnat d'Estrémadure sur route
  - 2e étape du Tour de la Bidassoa
  - 2e du Tour de la province de Valence
- 2018
  - 3e de la Santikutz Klasika
- 2019
  - Clásica Ciudad de Torredonjimeno
  - Tour de Ségovie :
    - Classement général
    - 2e étape

  - 2e du Gran Premio San Antonio
  - 2e de la San Martín Proba
  - 2e du Dorletako Ama Saria
  - 3e du Premio Nuestra Señora de Oro

### Résultats sur les grands tours

#### Tour d'Espagne
1 participation
- 2021 : abandon (9e étape)

### Classements mondiaux
| Année                                 | 2019  | 2020 | 2021  | 2022  |
| ------------------------------------- | ----- | ---- | ----- | ----- |
| Classement mondial                    | 3248e | nc   | 1175e | 1028e |
| UCI Europe Tour                       | 1980e | nc   | 866e  | 738e  |
|                                       |       |      |       |       |
| Légende : nc = non classéSource : UCI |       |      |       |       |